# Eduard Montalta
Eduard Montalta (* 8. Mai 1907 in Zizers; † 26. August 1986 in Luzern)  war ein international bekannter Schweizer Heilpädagoge. Er beeinflusste wesentlich die Heilpädagogik im deutschsprachigen Raum.

## Leben und Wirken
Eduard Montalta war das erste von drei Kindern. Seine jüngste Schwester, starb 1918 kurz nach der Geburt. Nach dem Abitur studierte Montalta in Belgien Philosophie an der Universität von Leuven, wo er Mitglied der AV Helvetia Lovaniensis im SchwStV war. Im Juli 1929 promovierte er bei dem Experimentalpsychologen Baron Albert Eduard Michotte van den Berck. Das Thema seiner Dissertation lautete: Experimentalpsychologische Untersuchung über die Reproduktion von kinästhetisch eingeprägten Bewegungen im Reaktionsgebiet der beiden Arme.
Zwei Jahre später studierte er in Zürich u. a. neben Sprachen und  Geschichte bei Heinrich Hanselmann Heilpädagogik. Es folgten Jahre des Schuldienstes. 1946 wurde er als Professor für Allgemeine Pädagogik und Heilpädagogik an die Universität Freiburg in der Schweiz berufen. Zugleich übernahm er die Direktion des Heilpädagogischen Instituts in Luzern.
Neben seinen Verpflichtungen als Vater und Wissenschaftler war Montalta ein gefragter Referent und Fachautor, insbesondere heilpädagogische Fragen betreffend. Er verstand die Heilpädagogik in ihrem innersten Wesen als Pädagogik, als wissenschaftliche Disziplin, deren Ziele vordergründig die Wesenseinsicht und Wahrheitsvermittlung sind. Demzufolge ist die wertbestimmte und werterfüllte Persönlichkeitsgestalt... das Zeil jeder Erziehung. Wie die Pädagogik auch, ist für Montalta die Heilpädagogik durch deskriptive sowie normative Aspekte gekennzeichnet:
Als deskriptive Heilpädagogik erforscht sie das Sein der heilpädagogischen Gegebenheiten. Beschreibung, Erklärung und Sinnerfassung mit Hilfe der Induktion und der phänomenologischen Methode bis zur philosophischen Wesenserkenntnis der heilerziehlichen Tatsachen sind ihre Aufgaben. In ihrem normativen Aspekt hingegen hat sie... vor allem auch die Frage nach dem Warum, dem Wozu und dem Wie des heilerzieherischen Aktes zu beantoorten. Daraus ergen sich engste Verflechtungen mit religiösen Wahrheiten, philosophischen Einsichten und weltanschaulichen Überzeugungen.
Nach seiner Emeritierung (1979) blieb Montalta weiterhin tätig, indem er Vorträge hielt und  wissenschaftliche Beiträge veröffentlichte.
Montalta war mit Frida Montalta, geb. Bamert, verheiratet. Aus der Ehe gingen drei Kinder hervor.

## Werke (Auswahl)
- Grundlagen und systematische Ansätze zu einer Theorie der Heilerziehung (Heilpädagogik). In: Heribert Jussen (Hrsg.): Handbuch der Heilpädagogik in Schule und Jugendhilfe. München 1967, S. 3–43.